# Ministerium für Umwelt, Klimaschutz, Mobilität, Agrar und Verbraucherschutz (Saarland)

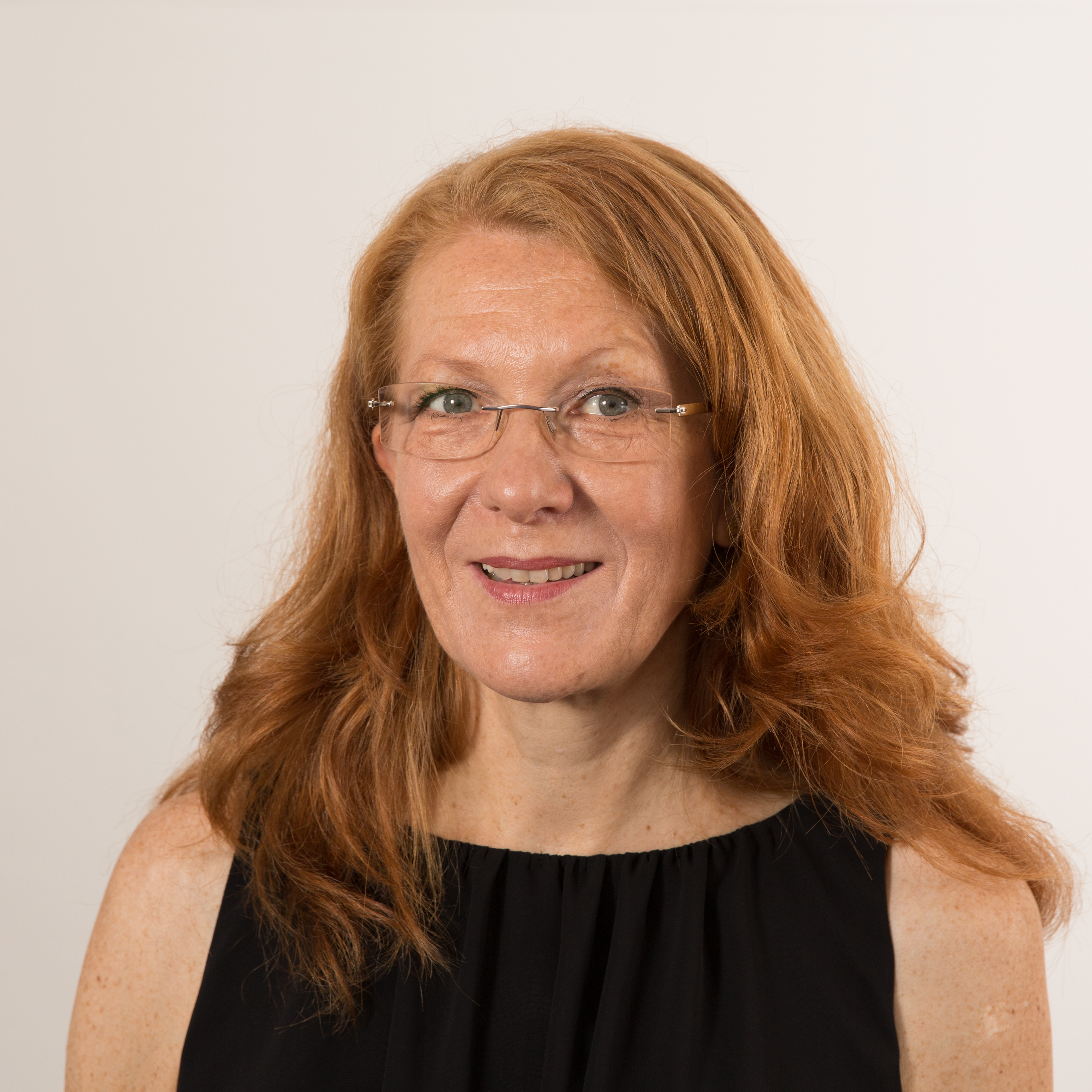
Petra Berg (2017)

Das Ministerium für Umwelt, Klima, Mobilität, Agrar und Verbraucherschutz ist eines von sieben  Ministerien des Saarlandes. Geleitet wird das Ministerium seit dem 26. April 2022 von Ministerin Petra Berg (SPD), Staatssekretär ist Sebastian Thul.

## Geschichte
Als Vorgänger des Ministeriums kann das Ministerium für Wiederaufbau angesehen werden, welches 1951 aus dem Innenministerium ausgegründet wurde. Dieses wurde 1968 aufgelöst, 1974 wurde dann das heutige Ministerium als Ministerium für Umwelt, Raumordnung und Bauwesen gegründet. Seitdem wechselte es mehrfach seine Zuständigkeiten.
Folgende Minister waren seit der Wiedergründung des Ministeriums im Jahr 1974 im Saarland für Umwelt zuständig:
| Name                                                                     | Amtsantritt                                            | Kabinett                                        | Partei                                        |
| Minister für Umwelt, Raumordnung und Bauwesen                            | Minister für Umwelt, Raumordnung und Bauwesen          | Minister für Umwelt, Raumordnung und Bauwesen   | Minister für Umwelt, Raumordnung und Bauwesen |
| ------------------------------------------------------------------------ | ------------------------------------------------------ | ----------------------------------------------- | --------------------------------------------- |
| Günther Schacht                                                          | 23. Januar 1974 1. März 1977 5. Juli 1979 23. Mai 1980 | Röder V Röder VI Zeyer I Zeyer II               | CDU                                           |
| Wolfgang Knies                                                           | 10. Juli 1984                                          | Zeyer III                                       | CDU                                           |
| Minister für Umwelt                                                      |                                                        |                                                 |                                               |
| Josef Leinen                                                             | 9. April 1985 21. Februar 1990                         | Lafontaine I Lafontaine II                      | SPD                                           |
| Minister für Umwelt, Energie und Verkehr                                 |                                                        |                                                 |                                               |
| Willy Leonhardt                                                          | 23. November 1994                                      | Lafontaine III                                  | SPD                                           |
| Heiko Maas                                                               | 9. November 1998                                       | Klimmt                                          | SPD                                           |
| Minister für Umwelt                                                      |                                                        |                                                 |                                               |
| Stefan Mörsdorf                                                          | 29. September 1999 6. Oktober 2004                     | Müller I Müller II                              | parteilos / CDU                               |
| Minister für Umwelt, Energie und Verkehr                                 |                                                        |                                                 |                                               |
| Simone Peter                                                             | 10. November 2009 24. August 2011                      | Müller III Kramp-Karrenbauer I                  | Grüne                                         |
| Andreas Storm (kommissarisch)                                            | 18. Januar 2012                                        | Kramp-Karrenbauer I                             | CDU                                           |
| Minister für Umwelt und Verbraucherschutz                                |                                                        |                                                 |                                               |
| Anke Rehlinger                                                           | 9. Mai 2012                                            | Kramp-Karrenbauer II                            | SPD                                           |
| Reinhold Jost                                                            | 15. Januar 2014 17. Mai 2017 1. März 2018              | Kramp-Karrenbauer II Kramp-Karrenbauer III Hans | SPD                                           |
| Minister für Umwelt, Klimaschutz, Mobilität, Agrar und Verbraucherschutz |                                                        |                                                 |                                               |
| Petra Berg                                                               | 26. April 2022                                         | Rehlinger                                       | SPD                                           |

## Themen und Aufgaben
Das Ministerium ist unter anderem zuständig für:
- Abfall
- Bildung für Nachhaltige Entwicklung (BNE)
- Bioökonomie
- Boden und Altlasten
- Ernährung
- Gentechnik und Chemikalien
- Geodatenzentrum – Geodateninfrastruktur des Saarlandes
- Immissionsschutz
- Jagd und Fischerei
- Klima
- Ländliche Entwicklung
- Landwirtschaft
- Mobilität
- Nachhaltigkeit
- Naturschutz
- Strahlenschutz
- Umweltpaket und EMAS
- Verbraucherschutz
- Veterinärwesen
- Wald und Forstwirtschaft
- Wasser
- Windenergie

## Nachgeordnete Behörden
Dem Ministerium sind folgende Behörden nachgeordnet:
- Landesamt für Umwelt- und Arbeitsschutz
- Landesamt für Vermessung, Geoinformation und Landentwicklung
- Landesamt für Verbraucherschutz
- SaarForst Landesbetrieb
- Landesbetrieb für Straßenbau

## Organisation
Neben dem Ministerbüro und dem Büro des Bürgerbeauftragten bestehen folgende Abteilungen:
- Abteilung A: Allgemeine Verwaltung
- Abteilung B: Landwirtschaft, Ernährung, Entwicklung ländlicher Raum
- Abteilung C: Klima, Nachhaltigkeit, Verbraucherschutz
- Abteilung D: Naturschutz, Forsten
- Abteilung E: Technischer Umweltschutz
- Abteilung F: Mobilität